# Huang Ya-chen
Huang Ya-chen (黃雅真T, Huáng YǎzhēnP; 18 gennaio 1969) è un'ex cestista taiwanese.

## Carriera
Con Taiwan ha disputato i Campionati mondiali del 1994.